# Bughotu

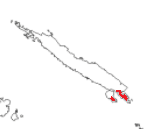
Přibližné rozšíření jazyka bugothu na ostrově Santa Isabel

Bughotu (též bugota, bugoto, bugotu, mahaga, südliche, djadjahe nebo mbughotu) je austronéský jazyk. Mluví jím asi 4050 lidí na ostrově Santa Isabel (v nejjižnější části) a na malém přilehlém ostrově Furona. Jazyk má dva dialekty, vulava a hageulu. Tento jazyk, na rozdíl od většiny místních jazyků, jako kokota nebo zazao, není ohrožen jazykem čeke holo, lidé bughotu používají běžně.
Na celém ostrově Santa Isabel se používají ysabelské jazyky, bughotu mezi ně však nepatří, a tak je jediným místním jazykem, který není ysabelský.